# Xiaomi Mi MIX
Xiaomi Mi MIX — флагманський смартфон, розроблений та спроєктований компанією Xiaomi спільно з французьким дизайнером Філіпом Старком. Був представлений 25 жовтня 2016 року разом із Xiaomi Mi Note 2 та шоломом віртуальної реальності Mi VR. Mi MIX є одним з перших «безрамкових» смартфонів — смартфонів, що мають відносно тонкі рамки навколо дисплея.

## Дизайн
Передня панель виконана зі скла, задня панель та рамка — з кераміки, а обрамлення об'єктива камери та сканера відбитків пальців, залежно від версії, — з 18-каратного золота.
Спереду, подібно до Sharp AQUOS Crystal, Mi MIX має дуже тонкі рамки зверху та по бокам і велику рамку знищу, на які розміщено передню камеру. Ззаду розміщені основна камера, подвійний dual-tone LED-спалах, сканер відбитків пальців та напис «MIX DEISGNED BY MI». Знизу розміщені роз'єм USB-C та сітки динаміка і мікрофона, зверху — 3,5 мм аудіороз'єм, другий мікрофон та ІЧ-порт, зліва — лоток під 2 SIM-картки, а справа — гойдалка регулювання гучності та кнопка блокування. 
В Україні Mi MIX продавався в чорному кольорі. Також смартфон існував у білому кольорі.

## Технічні характеристики

### Апаратне забезпечення
Mi MIX отримав флагманську систему на кристалі Qualcomm Snapdragon 821. Пристрій продавався в конфігураціях 4/128 та 6/256 ГБ.
Батарея отримала об'єм 4400 мА·год та підтримку швидкої зарядки Quick Charge 3.0 потужністю 18 Вт.
Пристрій має великий, як на 2016 рік, 6,4-дюймовий дисплей типу IPS LCD з роздільною здатністю Full HD (2040 × 1080), щільністю пікселів 403 ppi та співвідношенням сторін 17:9. Співвідношення дисплея до передньої частини смартфона складає 83,6 %.
Основний динамік в Mi MIX розташований на нижньому торці, а розмовний був замінений на п'єзоелектричний.
Mi MIX отримав основну камеру на 16 Мп з діафрагмою f/2.0, фазовим автофокусом та можливістю запису відео в роздільній здатності 4K@30fps. Також пристрій має передню камеру на 5 Мп з діафрагмою f/2.2 і можливістю запису відео в роздільній здатності 1080p@30fps.

### Програмне забезпечення
Mi MIX був випущений на MIUI 8, що базувалася на Android 6.0 Marshmallow, і був пізніше оновлений до MIUI 11 на базі Android 8.0 Oreo. 